# Hederorkis seychellensis
Hederorkis seychellensis är en orkidéart som beskrevs av Jean Marie Bosser. Hederorkis seychellensis ingår i släktet Hederorkis och familjen orkidéer. IUCN kategoriserar arten globalt som starkt hotad. Inga underarter finns listade i Catalogue of Life.